# Giovanni Canestri
Giovanni Canestri (Castelspina, 30 de setembro de 1918 - Roma, 29 de abril de 2015) foi um cardeal italiano e arcebispo emérito de Gênova.
Foi bispo-auxiliar de Roma, com o titulus de bispo-titular de Tenedus entre 1961 e 1971, quando foi transferido para a diocese de Tortona, onde ficou de 1971 a 1975. Depois, foi elevado a arcebispo-titular de Forum Clodii, voltando a ser arcebispo-auxiliar de Roma, agora como vice-gerente para o vicariato de Roma, entre 1975 e 1984, quando é nomeado arcebispo de Cagliari, até 1987, quando é transferido para Gênova, onde fica até 1995, quando renuncia. Foi criado cardeal em 1988 pelo Papa João Paulo II, com o título de Cardeal-padre de S. Andrea della Valle.